# Ammannia multiflora
Ammannia multiflora là một loài thực vật có hoa trong họ Lythraceae. Loài này được Roxb. mô tả khoa học đầu tiên năm 1820.

## Thư viện ảnh

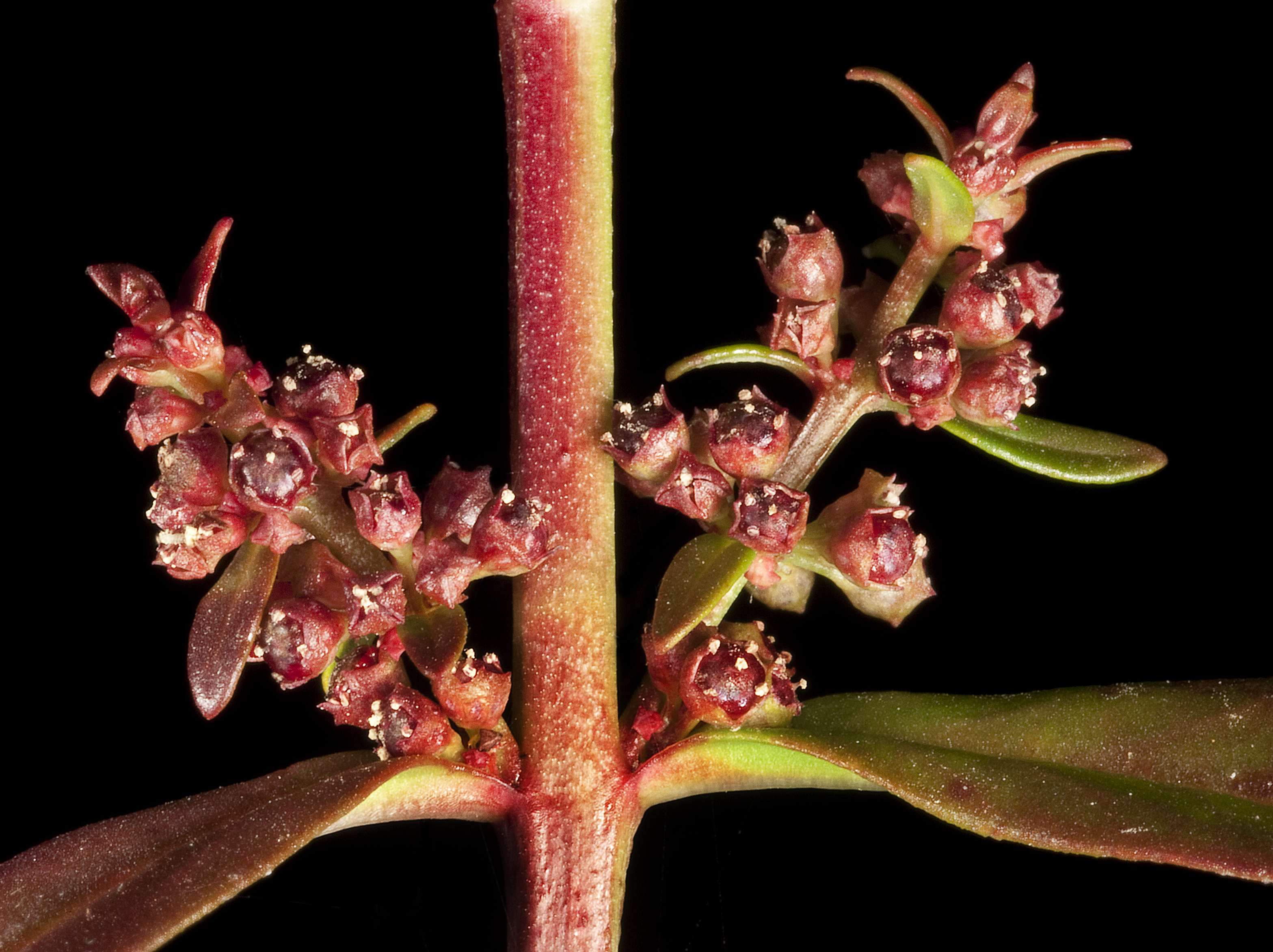
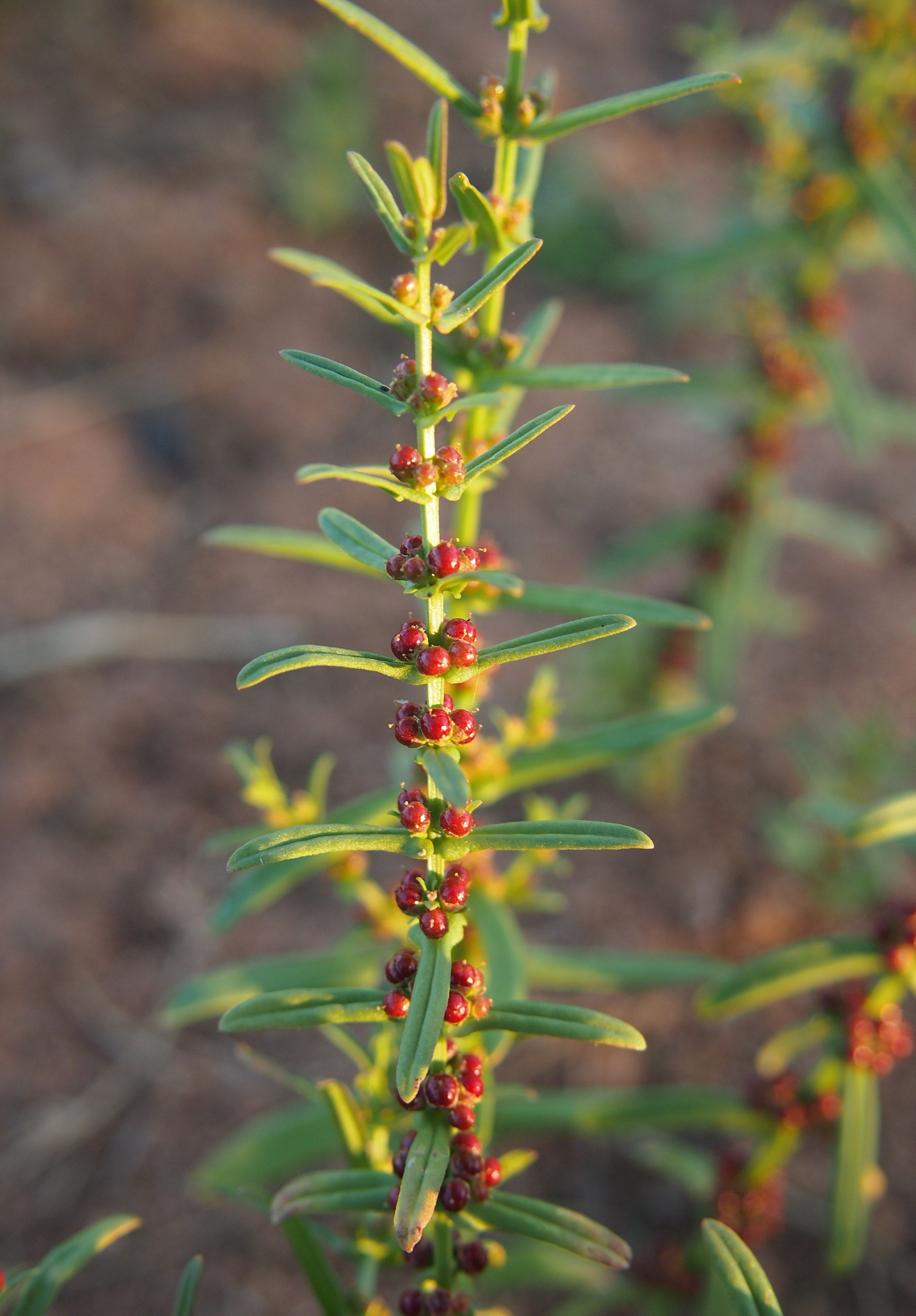
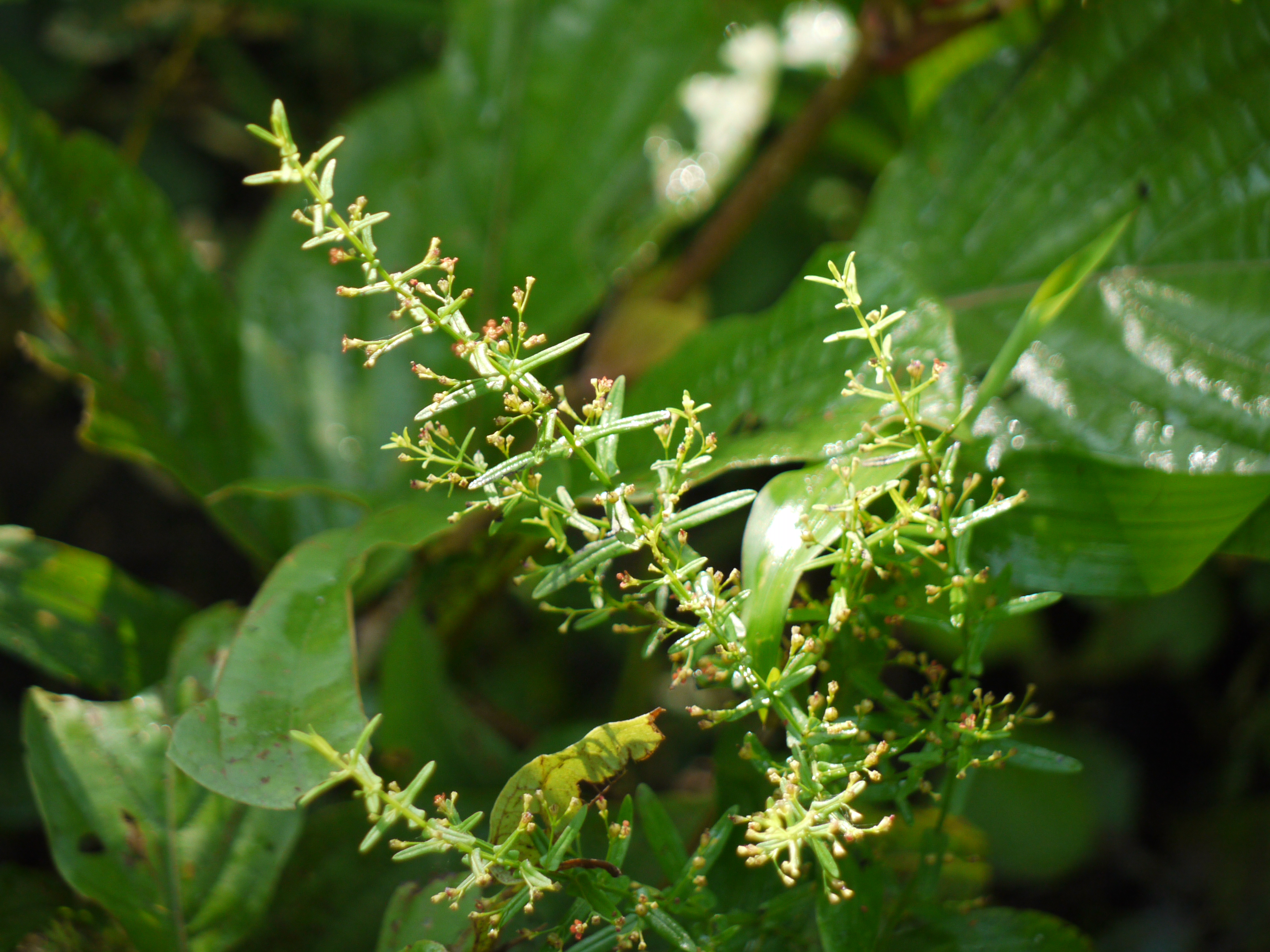